# Gerald Shaughnessy
Gerald Shaughnessy SM (ur. 19 maja 1887 w Everett, Massachusetts, zm. 18 maja 1950) – amerykański duchowny rzymskokatolicki, biskup Seattle w latach 1933-1950.

## Życiorys
W roku 1909 ukończył Boston College, a następnie pracował jako nauczyciel szkół prywatnych i publicznych w Marylandzie, Montanie i Utah. W roku 1916 wstąpił do marystów. Kształcił się w Marist College i na Katolickim Uniwersytecie Ameryki, gdzie uzyskał licencjat z teologii w 1920. 20 czerwca 1920 otrzymał święcenia kapłańskie. W latach 1920–1933 wykładał w Marist College, od 1932 był tam również mistrzem nowicjatu. W międzyczasie udzielał gościnnych wykładów w Notre Dame, Rzymie i Lyonie.
1 lipca 1933 papież Pius IX mianował go ordynariuszem Seattle. Sakry udzielił mu ówczesny delegat apostolski w USA Amleto Giovanni Cicognani. Był znany ze swych talentów organizacyjnych, co pozwoliło zachować stabilność finansową diecezji w okresie Wielkiego Kryzysu Finansowego. W czasie II wojny światowej sprzeciwiał się udziałowi wojsk amerykańskich w tym konflikcie, a także potępił dyskryminację Amerykanów japońskiego pochodzenia.
W listopadzie 1945 roku doznał udaru mózgu podczas powrotu z dorocznego spotkania biskupów amerykańskich w Waszyngtonie. Nigdy już nie powrócił do pełnej sprawności dlatego w roku 1948 otrzymał do pomocy koadiutora (z prawem następstwa po nim) Thomasa Connolly'ego.